# Kuhhorst
Kuhhorst ist ein bewohnter Gemeindeteil im Ortsteil Deutschhof der Gemeinde Fehrbellin im Landkreis Ostprignitz-Ruppin im Land Brandenburg.

## Geografische Lage
Der Wohnplatz liegt an der südwestlichen Grenze der Gemarkung. Westlich liegt mit Nordhof ein weiterer Wohnplatz der Gemeinde, der jedoch zum Ortsteil Königshorst gehört. Südlich grenzt die Stadt Kremmen an, südöstlich der weitere Fehrbelliner Wohnplatz Rollinsruhe.

## Geschichte
Die Gutssiedlung entstand in den Jahren 1720/1721 im Amtsgebiet von Königshorst und wurde dort im Jahr 1745 als Vorwerk Kuhhorst erstmals urkundlich erwähnt. In dem Erbzinsgut lebten im Jahr 1800 insgesamt 84 Personen. Es gab sechs Büdnerhöfe und sieben Einlieger, in denen elf Feuerstellen (=Haushalte) betrieben wurden. Im Jahr 1817 war die Bevölkerungsanzahl auf 105 angewachsen und blieb bis 1840 weitgehend konstant. Mittlerweile standen im Gut und der Kolonie Rollinsruhe neun Wohnhäuser. Im Jahr 1858 lebten (ohne Rollinsruhe) in Kuhhorst 62 Personen. Sie bewirtschafteten eine Fläche von 2032 Morgen Land (1860): 1032 Morgen Wiese, 609 Morgen Weide, 357 Morgen Acker und 26 Morgen Gartenland. Weitere acht Morgen entfielen auf Gehöfte. Im Wohnplatz standen zu dieser Zeit sieben Wohn- und zwölf Wirtschaftsgebäude. Zur Jahrhundertwende standen im 542 Hektar großen Dorf insgesamt 19 Häuser. Nach 111 Personen im Jahr 1895 lebten im Jahr 1925 mittlerweile 160 Personen. Drei Jahre später wurde der Gutsbezirk Kuhhorst aufgelöst und der überwiegende Teil mit der Gemeinde Deutschhof vereinigt. Acht Hektar gingen an die Gemeinde Kienberg. Seit 1957 ist Kuhhorst ein Ortsteil von Deutschhof.
Im Jahr 1991 gründete der Verein Das Mosaik gemeinsam mit den Bewohnern des Ortes einen Ökohof, in dem Rinder, Schweine, Enten, Hühner und Gänse gehalten werden. Außerdem wird Obst und Getreide angebaut und regional vermarktet.